# 营盘苗族彝族白族乡
营盘苗族彝族白族乡是中华人民共和国贵州省六盤水市水城区下辖的一个民族乡。

## 行政区划
营盘苗族彝族白族乡下辖以下村级行政区划单位：
兰花村、鸡戏坪村、高峰村、罗多村、哈青村和红德村。